# Igbo-Ukwu

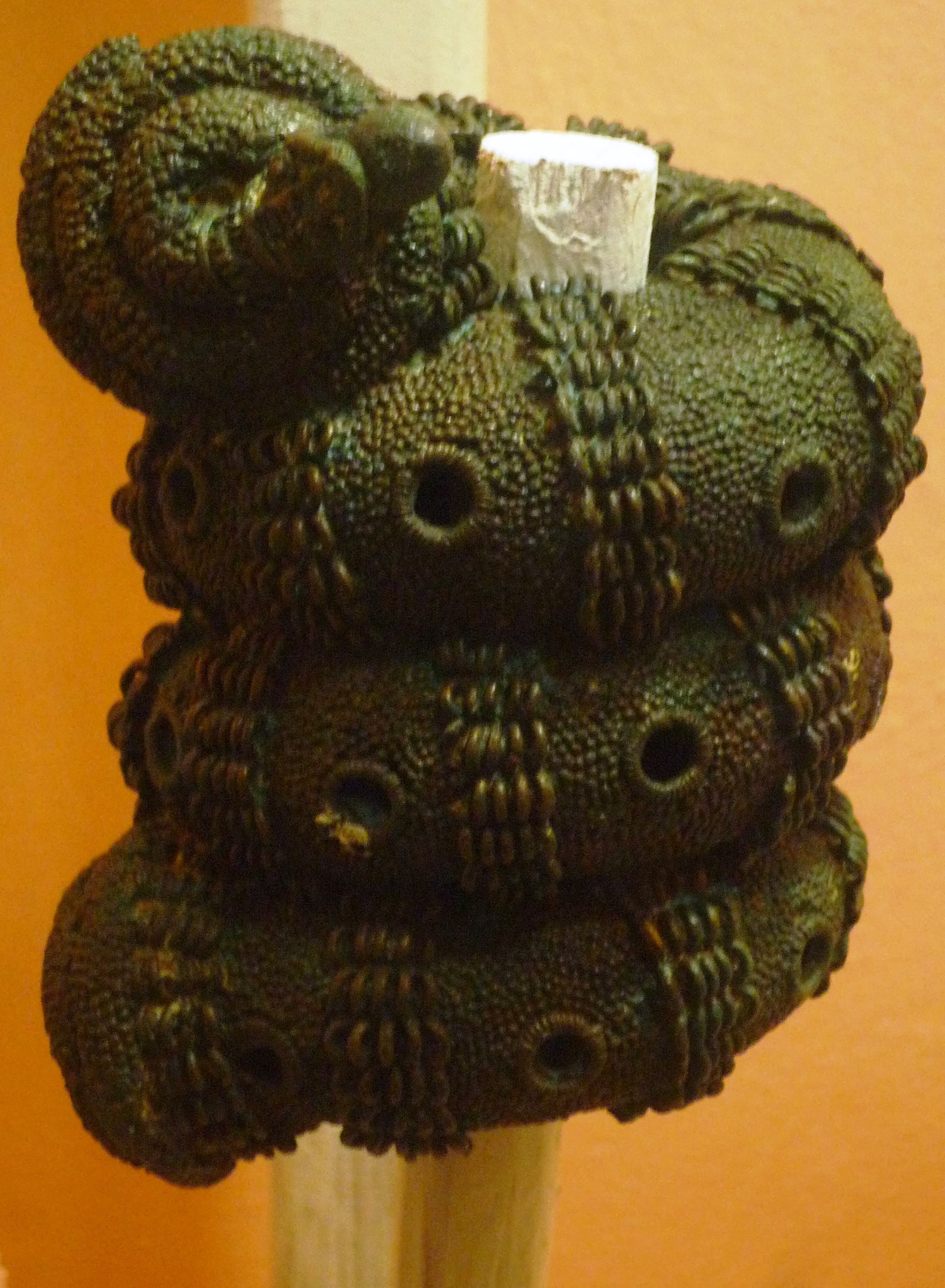
Statue de serpent, 9e s.

La civilisation de Igbo-Ukwu se développe au Nigeria oriental au IXe siècle et Xe siècle. Elle se caractérise par son travail du cuivre (venu de l’Aïr) et ses bronzes à la cire perdue. Découverte accidentellement en 1939 par un villageois qui creusait un puits puis étudiée à partir de 1959 par Charles Thurstan Shaw, elle ne peut être rattachée à aucune autre culture de la région, mais révèle l’existence d’un royaume puissant et raffiné.

## Sépulture royale de Igbo-Ukwu
L’homme est enseveli dans une fosse funéraire en bois, avec tous les insignes de sa puissance : coiffure tressée de perles, couronne de cuivre, pectoral, bracelets et anneaux de cheville, colliers de perles. Il est assis et tient un chasse-mouche. Cinq autres corps, probablement des esclaves, sont disposés sur le sommet de la chambre funéraire. On a également retrouvé à Igbo-Ukwu un probable sanctuaire contenant de nombreux objets rituels en bronze et céramique. Tous ces objets sont de style africain ; certains sont de fabrication locale comme les perles de verre ou les bronzes mais peuvent être constitués de matériaux importés. On y a également retrouvé des perles en cornaline, peut-être originaires d'Inde.